# 阿天坊俊明
阿天坊 俊明（あてんぼう としあき、1948年1月27日 - ）は、千葉県銚子市出身の元社会人野球の選手（内野手）。

## 来歴・人物
銚子商業高校では、1965年夏の甲子園に三番打者、遊撃手として出場。同期の木樽正明の好投で順調に勝ち進み、準決勝ではエース牧憲二郎を擁する高鍋高に9回裏2-1でサヨナラ勝ち。決勝では三池工と対戦するが、上田卓三に0-2で完封を喫し準優勝にとどまった。同年の岐阜国体では、決勝で岐阜短大付の淵上澄雄を打ち崩し優勝。同年秋の第1回プロ野球ドラフト会議で南海ホークスより2位指名を受けるも入団を拒否。
立教大学に進学。東京六大学野球リーグでは、入学直後の1966年春季リーグから二番打者として起用され、同季は槌田誠、谷木恭平、秋山重雄らとともに7年ぶりの優勝を飾る。その後も中心打者として活躍するが、チームは低迷期に入り優勝には届かなかった。大学同期に服部敏和（中退）、中沢春雄、土井池憲治らがいた。
大学卒業後は新日本製鐵室蘭に入社。1970年の都市対抗に大昭和製紙北海道の補強選手として出場。二塁手、五番打者として2安打を放つが、2回戦でサッポロビールの牧重見（ヤクルト）に抑えられ敗退。1971年の都市対抗には新日本製鐵室蘭として3年振りの出場を果たす。大学先輩の谷木とクリーンアップを組み四番打者、遊撃手として出場。1回戦で三協精機に敗退。
その後、郷里の銚子市に帰り、実家の干物商「干物工房・あてんぼう」を引き継ぎ、代表取締役となった。また、地元のシニア野球チーム「銚子シニア」の会長も務めた。